# 浦和伝統文化館恭慶館

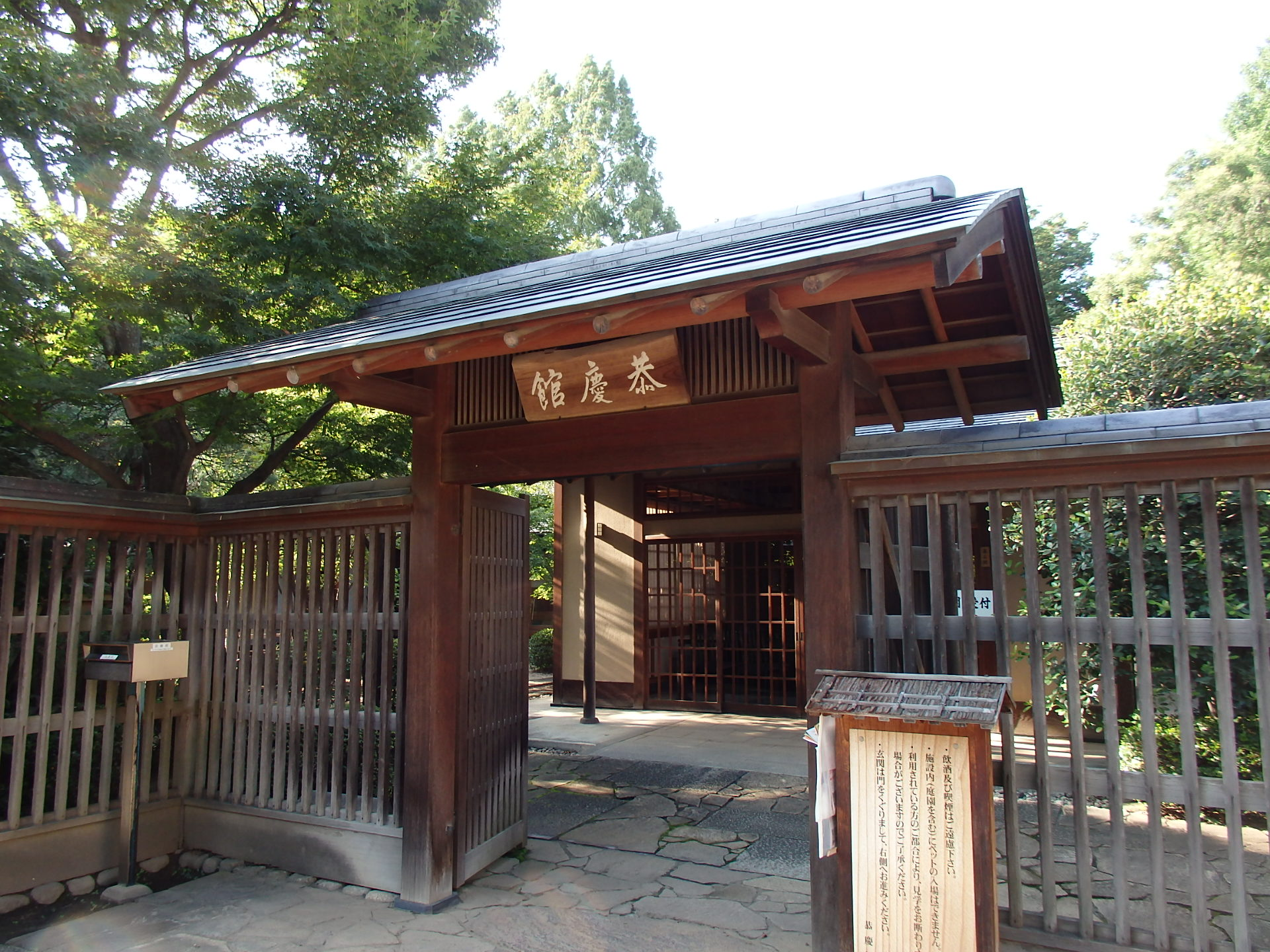
浦和伝統文化館恭慶館

浦和伝統文化館 恭慶館（うらわでんとうぶんかかん きょうけいかん）は、埼玉県さいたま市浦和区常盤にある施設である。恭慶館とも。浦和北公園内にある。浦和北公園内の日本庭園を望む和室や茶室があり、茶道教室や、サークル活動などに利用されている。

## 概要
1916年（大正5年）7月、さいたま市立仲町公民館となっている場所（現：浦和区常盤4-1）に百畳の和室を持つ浦和市公会堂が開館した。この公会堂の愛称を渋沢栄一が恭慶館と命名した。市営結婚式場などとしても利用され、長い間浦和市民に親しまれていたが、1981年（昭和56年）3月に公会堂（恭慶館）は解体された。その後浦和北公園の敷地内に伝統文化の普及と伝承を図る伝統文化館として1999年（平成11年）9月に浦和伝統文化館 恭慶館が開館し、恭慶館の名を引き継いだ。浦和市は2001年（平成13年）に与野市、大宮市と合併し、さいたま市となった。財団法人さいたま市文化振興事業団が運営している。
恭慶館には、小間・6畳間・水屋を持つ「茶室」と、8畳間・6畳間・水屋を持つ「第1和室」、10畳間の「第2和室」、テーブル席が並ぶ「表広間」があり、市民は予約をすれば低料金で施設を利用できる。市外利用者も市民の50％割増しの料金で利用可能となっている。

## 所在地・電話番号
- 埼玉県さいたま市浦和区常盤9-30-5

## アクセス
JR京浜東北線北浦和駅西口から徒歩約5分。浦和北公園に隣接する北浦和公園内にある埼玉県立近代美術館も近い。

## 開館日時
- 利用時間：9:00～21:00
- 休館日：月曜日（祝日の場合は翌日）、年末年始（12月26日～1月4日）